# Jogos do Sudeste Asiático de 2005
Os Jogos do Sudeste Asiático de 2005 foram a 23ª edição do evento multiesportivo, realizado em 8 cidades das Filipinas,entre os dias 27 de novembro e 5 de dezembro. Essa foi a primeira vez que os Jogos contaram com cerimônias de abertura e encerramento em um parque, suficiente para abrigar duzentas mil pessoas nos dois eventos.
Manila foi o hub principal dos Jogos, embora vários eventos tenham ocorrido em Bacolod, Cebu, Los Baños, Calamba, Tagaytay, Angeles City e na zona do porto livre de Subic Bay.

## Países participantes
Onze países participaram do evento:
- Brunei
- Camboja
- Laos
- Tailândia
- Myanmar
- Malásia
- Singapura
- Indonésia
- Filipinas
- Vietname
- Timor-Leste

## Modalidades
Foram disputadas quarenta modalidades nesta edição dos Jogos:
| - Atletismo - Arnis[a] - Badminton - Barco Dragão - Beisebol - Bilhar - Boliche - Boxe - Canoagem - Caratê | - Ciclismo - Dança de salão - Esgrima - Esportes aquáticos - Fisiculturismo - Futebol - Ginástica - Golf - Hipismo - Judô | - Levantamento de peso - Luge - Muay thai - Petanca - Remo - Sepaktakraw - Silat - Softball - Squash - Taekwondo | - Tênis - Tênis de mesa - Tiro - Tiro com arco - Triatlo - Vela - Vôlei - Xadrez - Wrestling - Wushu |

## Quadro de medalhas
País sede destacado.
| Ordem | País        | Medalha de ouro | Medalha de prata | Medalha de bronze |       |
| ----- | ----------- | --------------- | ---------------- | ----------------- | ----- |
| 1     | Filipinas   | 113             | 84               | 94                | 291   |
| 2     | Tailândia   | 87              | 78               | 118               | 283   |
| 3     | Vietname    | 71              | 68               | 89                | 228   |
| 4     | Malásia     | 61              | 49               | 65                | 175   |
| 5     | Indonésia   | 49              | 79               | 89                | 217   |
| 6     | Singapura   | 42              | 32               | 55                | 129   |
| 7     | Myanmar     | 17              | 34               | 48                | 99    |
| 8     | Laos        | 3               | 4                | 12                | 19    |
| 9     | Brunei      | 1               | 3                | 2                 | 6     |
| 10    | Camboja     |                 | 3                | 9                 | 12    |
| 11    | Timor-Leste |                 |                  | 3                 | 3     |
| TOTAL | TOTAL       | 444             | 434              | 584               | 1 462 |

## Nota
- a. ^ : o arnis é uma arte marcial filipina que engloba a esgrima, com semelhante execução.